# Bank Burgenland
Die Bank Burgenland ist eine österreichische Bank, die vorrangig in den Bundesländern Burgenland und Kärnten sowie dem benachbarten Ungarn tätig ist. Im September 2024 wurde das Filialgeschäft der Anadi Bank (ehemalige Hypo Alpe‐Adria‐Bank AG) in Kärnten übernommen. Die Filialen in Kärnten firmieren seither unter der Marke Bank Burgenland Kärnten.

## Name
Der tatsächliche Name der Bank laut österreichischen Firmenbuch lautet „Hypo-Bank Burgenland AG“, welche sich seit dem Closing im Sommer 2006 im Konzern der GRAWE (Grazer Wechselseitige Versicherung AG) befindet. Weiters ist die Hypo-Bank Burgenland ein ständiges Mitglied im Verband der österreichischen Hypo-Banken.

## Geschichte
Sie wurde 1928 als Landeshypothekenbank des Burgenlandes gegründet, die die Finanzierung öffentlicher Institutionen zur Aufgabe hatte.
1991 wurde diese mit der Eisenstädter Bank zur Bank Burgenland fusioniert.

### Affäre
Im Juni 2000 führten gefälschte Bilanzprüfungsvermerke zum Bekanntwerden eines Kreditskandals bei der Bank. Unbesicherte Kredite in Höhe von 2,35 Milliarden Schilling (ca. 171 Millionen EUR) hatten die Bank in Turbulenzen gebracht. Das Land Burgenland bewahrte die Bank mittels einer Garantieerklärung vor der Insolvenz. Im Oktober desselben Jahres wurden weitere Kreditausfälle bekannt. Diese wurden von der Bank Austria durch einen Kapitalzuschuss in Höhe von 1,65 Milliarden Schilling (ca. 120 Millionen Euro) abgefangen. Im Gegenzug übernahm das Land Burgenland bis dahin von der Bank Austria gehaltene Anteile der Bank Burgenland und gab eine Haftungsgarantie ab. Diese Missstände bei der hauptsächlich im Landesbesitz befindlichen Bank zogen politische Turbulenzen nach sich. Im Landtag wurde ein Untersuchungsausschuss eingerichtet, Landeshauptmann Karl Stix (SPÖ) trat zurück, ÖVP und FPÖ brachten einen Antrag auf vorgezogene Neuwahlen ein, in Folge derer Hans Niessl (SPÖ) neuer Landeshauptmann wurde. Ziel war nun die Privatisierung der Bank.

### Verkauf

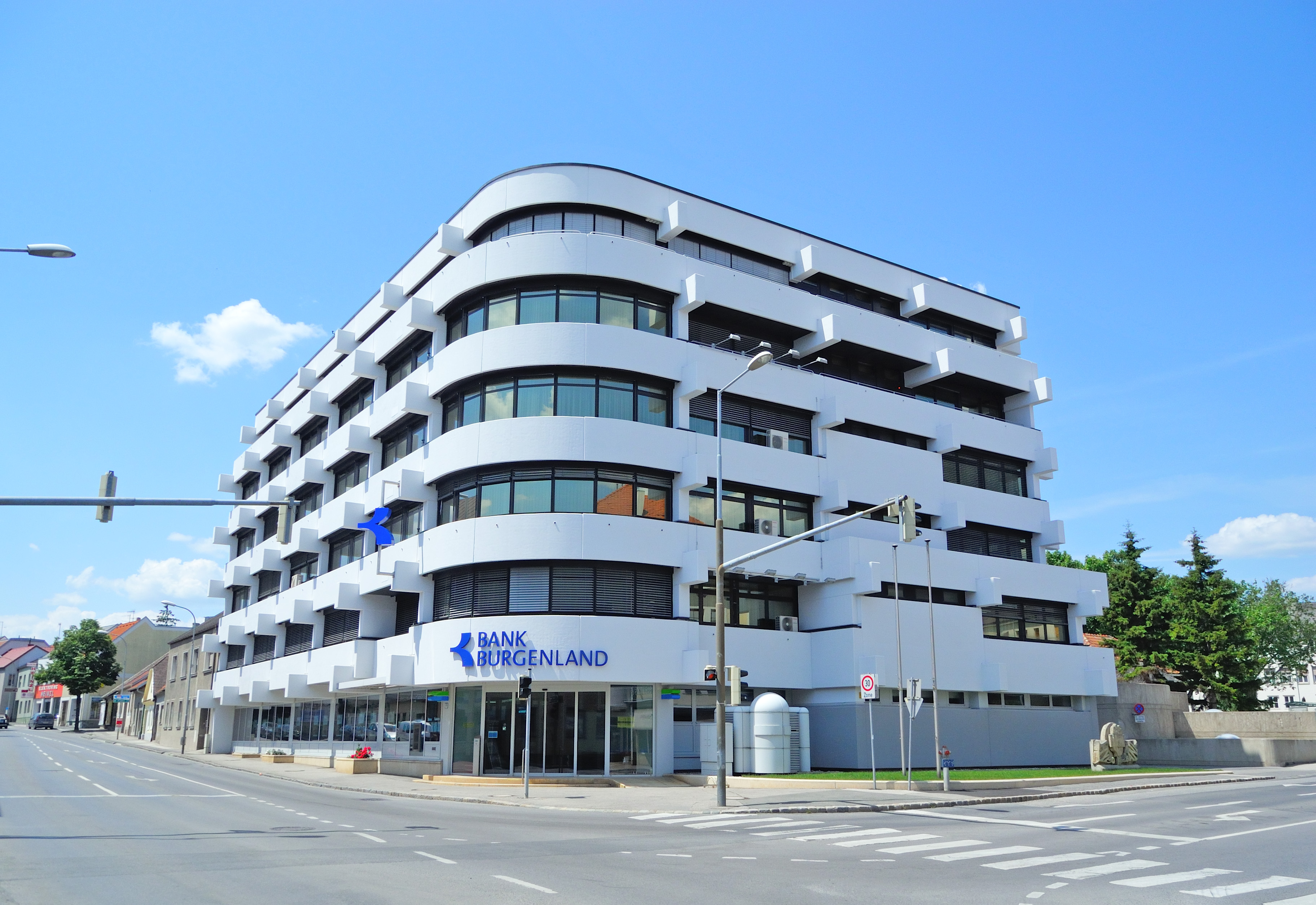
Zentrale der Bank Burgenland

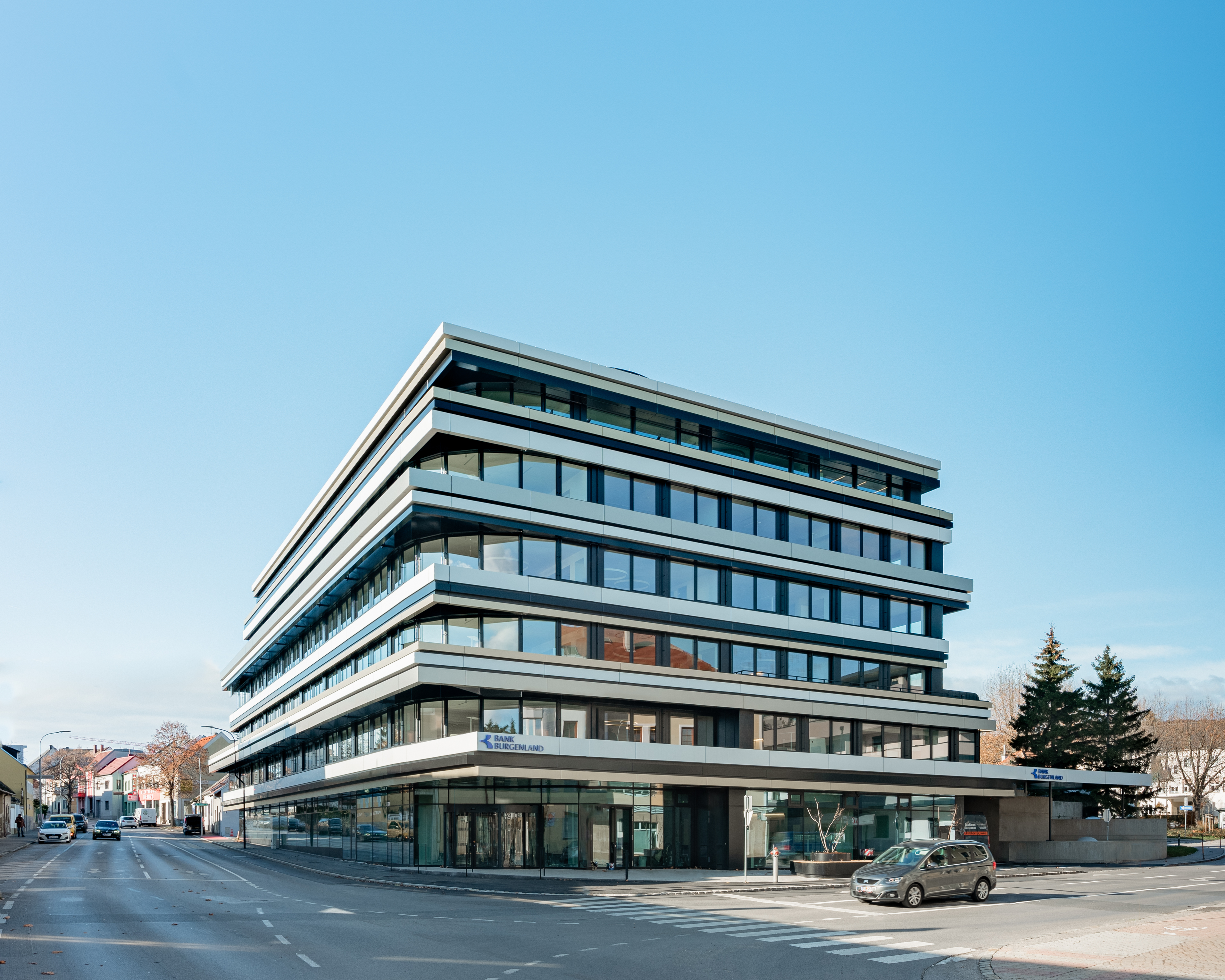
Zentrale der Bank Burgenland nach Umbau und Erweiterung (2021)

Im Jahr 2003 wurde im Landtag der „rasche“ Verkauf der Bank beschlossen, der sich jedoch in die Länge zog, da der erste Verkaufsversuch an die Kärntner Hypo Alpe Adria Bank AG scheiterte. Der zweite scheiterte ebenfalls, als im August 2005 die Bank an den Industriellen Mirko Kovats bzw. dessen A-Tec Industries verkauft werden sollte. Kovats zog sein Angebot zurück, als sich abzeichnete, dass sich dafür keine Mehrheit im burgenländischen Landtag finden lässt.
Im Oktober 2005 wurde die Bank erneut zum Verkauf ausgeschrieben. Am 5. März 2006 erhielt die Grazer Wechselseitige Versicherung AG (GRAWE) den Zuschlag für 100,3 Millionen Euro plus Kapitalerhöhung um 40 Millionen Euro, obwohl ein österreichisch-ukrainisches Bieterkonsortium (Slav AG, Sitz in Wien) 155 Millionen Euro zuzüglich einer Kapitalerhöhung von 100 Millionen Euro geboten hatte. Da der Verkauf aber nicht nur vom Kaufpreis abhängig gemacht wurde, sondern von einem sogenannten „Gesamtpaket“, bekam die GRAWE den Zuschlag.
Der endgültige Verkauf der Hypo-Bank Burgenland, das so genannte Closing, wurde im Sommer 2006 durchgeführt. Voraussetzung dafür war eine positive Bewertung durch die Europäische Kommission. Die unterlegene Slav AG protestierte dort unter anderem mit der Behauptung, dass die Bank Burgenland unter ihrem Marktwert an die GRAWE verkauft werde, was eine unerlaubte Subvention im Sinne des Europäischen Beihilferechts sei. Die EU-Wettbewerbskommissarin Neelie Kroes forderte infolge die Grawe auf, die Differenz zum Offerte der abgeblitzten Ukrainer von 55 Mio. Euro nachzuzahlen.

### Aktuelles
Durch den Kauf durch die GRAWE befindet sich die Hypo-Bank Burgenland AG in einem der größten österreichischen Versicherungskonzerne. 2008 wurde die Capital Bank, welche auch der GRAWE gehört, in die Bank Burgenland integriert. Durch diese Zusammenlegung erreichte die Bank eine Bilanzsumme von 5,6 Milliarden Euro und beschäftigt mehr als 800 Mitarbeiter. Die Bank Burgenland verfügt über 23 Filialen (zehn im Burgenland, elf in Kärnten, zwei in Wien und eine in Graz).